# Wessington Springs
Wessington Springs é uma cidade localizada no estado norte-americano de Dakota do Sul, no Condado de Jerauld.

## Demografia
Segundo o censo norte-americano de 2000, a sua população era de 1011 habitantes.
Em 2006, foi estimada uma população de 889, um decréscimo de 122 (-12.1%).

## Geografia
De acordo com o United States Census Bureau tem uma área de
4,6 km², dos quais 4,6 km² cobertos por terra e 0,0 km² cobertos por água. Wessington Springs localiza-se a aproximadamente 509 m acima do nível do mar.

## Localidades na vizinhança
O diagrama seguinte representa as localidades num raio de 32 km ao redor de Wessington Springs.